# Radical (película)
Radical es una película de comedia dramática mexicana de 2023 escrita y dirigida por Christopher Zalla. Basado en el artículo Wired de 2013, "Una Forma Radical de desatar una generación de genios" de Joshua Davis, está protagonizado por Eugenio Derbez con el rol principal.
La película, que es la segunda película como director de Zalla, se estrenó el 19 de enero de 2023 en el Festival de Cine de Sundance, donde recibió el Premio Favorito del Festival. Fue estrenada en México el 20 de octubre de 2023.

## Argumento
En 2011, un nuevo educador,  Sergio Juárez Correa, (Eugenio Derbez) toma el cargo en la descuidada escuela primaria José Urbina López en Matamoros, una ciudad fronteriza justo al otro lado de Brownsville, Texas. En medio de un entorno opresivo marcado por la violencia de los cárteles de drogas, los estudiantes de la escuela enfrentan algunos de los peores resultados académicos de todo México. Con instalaciones deterioradas y escasos recursos educativos, como la ausencia de computadoras, la mayoría de los profesores carecen de motivación para enseñar y se centran principalmente en lograr que sus clases aprueben pruebas estandarizadas impuestas por el gobierno, las cuales no contribuyen en nada a inspirar un aprendizaje genuino.
Sergio cautiva a sus estudiantes de sexto grado al adoptar un enfoque de enseñanza poco convencional, animándolos a abordar problemas de manera creativa. Para fomentar el pensamiento matemático, transforma el aula al voltear todos los escritorios, simulando así barcos en un océano. Mediante este innovador método, logra que sus alumnos encuentren las respuestas correctas. Cuando el director de la escuela, Chucho, revisa la clase, queda tan desconcertado como los propios estudiantes.
Después de esfuerzos continuos, este enfoque instructivo comienza a generar un impacto académico positivo en los niños. Al brindar a su clase la capacidad de pensar de manera independiente, Sergio motiva a sus estudiantes de sexto grado a desarrollar confianza y alcanzar un potencial que va más allá de sus circunstancias de pobreza. Su método alternativo implica un aprendizaje impulsado por los estudiantes, comprometiéndose de manera única. A medida que queda claro que los resultados son positivos, incluso Chucho empieza a respaldar cada vez más a Sergio.
Al fomentar el pensamiento independiente, Sergio entra en conflicto con un administrador visitante cuando sus estudiantes abordan abiertamente cuestiones de moralidad. Aunque intenta defender su innovador enfoque educativo, es marginado y desilusionado después de que Nico, un estudiante en su clase, muere en un conflicto entre él y su pandilla, llevándolo a retirarse de sus responsabilidades docentes. Como consecuencia, su clase experimenta un retroceso académico.
Preocupado por él, Chucho visita la casa de Sergio para animarlo a que no se rinda con sus estudiantes de sexto grado. Después de reflexionar, Sergio se conecta con su talentosa alumna, Paloma, y convence a su padre para que la apoye en su sueño de convertirse en ingeniera aeroespacial. Al final del año académico, llega corriendo a la escuela durante los exámenes estandarizados, instando a su clase a seguir creyendo en sí mismos. Sus alumnos se motivan y obtienen buenos resultados en los exámenes. Algunos de ellos eventualmente encuentran éxito en negocios privados y trabajan para grandes empresas tecnológicas en los Estados Unidos.

## Reparto
- Eugenio Derbez como Sergio
- Daniel Haddad como Chucho
- Jennifer Trejo como Paloma
- Mía Fernanda Solís como Lupe
- Danilo Guardiola como Nico
- Víctor Estrada como Chepe
- Enoc Leaño como Administrador

## Recepción
Radical ha recaudado $12.1 millones en México y $8.5 millones en otros territorios para un total mundial de $20.6 millón.  
La película se estrenó en los Estados Unidos el 3 de noviembre de 2023 y recaudó 2.7 millones de dólares en 419 salas ese fin de semana de estreno, terminando en el quinto lugar con un promedio "muy fuerte" por sala de 6,516 dólares.  Durante el segundo fin de semana, se expandió a otras 115 ubicaciones y recaudó 1,75 millones de dólares, quedando en el décimo lugar con una participación del 66%. 

### Respuesta crítica
En el sitio web agregador de reseñas Rotten Tomatoes, el 94% de las 62 reseñas de críticos son positivas, con una calificación promedio de 7.8/10. El consenso del sitio web dice: "Ofreciendo pocas sorpresas pero mucho estímulo, Radical cuenta una emocionante historia basada en hechos reales, llevada a la vida por el destacado trabajo de Eugenio Derbez". Metacritic, que utiliza un promedio ponderado, asignó a la película una puntuación de 71 sobre 100, basada en 14 críticos, lo que indica reseñas "generalmente favorables".
David Rooney, de The Hollywood Reporter, escribió que "el director Christopher Zalla se adhiere a las convenciones del subgénero y no escatima en sentimentalismo, pero Radical se gana con creces su creciente recompensa emocional".  Johnny Oleksinski, reseñando la película en el New York Post, llama a Radical "una joya en español sobre el impacto de un maestro real en una ciudad pobre de la frontera mexicana". 
En su reseña para el New York Times, Natalia Winkelman escribió que Radical es "un drama sentimental que se basa en una historia real pero que se presenta cuidadosamente en un envoltorio familiar. El título es casi contradictorio: desmiente audazmente lo cerca que está la película de lo convencional. "  Haciendo eco de las críticas sobre el estilo formulado de la película, Nick Allen de RogerEbert.com opinó que " Radical siente con demasiada frecuencia que su drama ha sido copiado de un libro de texto lacrimógeno; es casi flagrante por tener tantos ritmos predecibles" y señaló que si bien " no hay ningún problema inherente en pretender complacer al público, [...] las cosas reales y conmovedoras se sienten demasiado buenas para ser verdad". 